# Барнаба Оријани
Барнаба Оријани (итал. Barnaba Oriani; Гарењано, 17. јул 1752 — Милано, 12. новембар 1832) је био италијански геодета, астроном и научник.

## Биографија
Барнаба Оријани је рођен у Гарењану, месту које је данас саставни део Милана. 
Отац му је био зидар, али није захтевао од сина да пође његовим стопама, па је Оријани, након завршеног основног образовања у свом родном месту, уз помоћ монаха из реда Барнабита, уписао колеџ Светог Алесандра (данас гимназија Бекарија) у Милану. По завршеним студијама које су обухватале више различитих области (друштвене науке, математику, физику, филозофију и теологију), Оријани се прикључио Барнабитима, заредивши се 1776. године.
Како је био посебно заинтересован за астрономију, убрзо је почео да ради у миланској Опсерваторији, најпре као обичан астроном, да би 1802. године био проглашен за управника. 
Још као приправник, од 1778. године, почео је да објављује научне радове везане за астрономију у оквиру публикације коју је издавала Опсерваторија, познате под називом Миланске ефемериде (итал. Effemeridi di Milano). У тој едицији је 1785. године објављена и његова калкулације орбите Урана. Оријани је извео калкулацију 1783. године, након што је показано да орбита тог небеског тела није параболична, већ приближно кружна, а, захваљујући томе, стекао је висок углед код својих савременика, па је примљен за члана у више научних кругова. Одбивши понуђено место професора астрономије у Палерму, неколико следећих година провео је путујући по европским опсерваторијама о трошку државе.
У периоду од скоро четири деценије блиско је сарађивао са Ђузепеом Пјацијем на разним астрономским пројектима, укључујући рад на калкулацији орбите првог познатог астероида, Церере.